# دوني مونرو
دوني مونرو (بالإنجليزية: Donnie Munro)‏ هو مغني بريطاني، ولد في 2 أغسطس 1953 في Uig, Snizort ‏ في المملكة المتحدة.

## وصلات خارجية
- دوني مونرو على موقع IMDb (الإنجليزية)
- دوني مونرو على موقع ميوزك برينز (الإنجليزية)
- دوني مونرو على موقع ديسكوغز (الإنجليزية)